# Хукер, Джон Ли (младший)
Джон Ли Хукер-младший (англ. John Lee Hooker Jr.); 15 января 1952, Детройт, Мичиган, США — американский блюзовый певец и автор песен. Двукратный номинант премии Грэмми (2005, 2009), оба раза в номинации «Лучший альбом традиционного блюза» . Лауреат Blues Music Awards в номинации «Лучший дебют» (2005) . Сын великого блюзового музыканта Джона Ли Хукера

## Биография
Джон Ли Хукер-младший родился 15 января 1952 года в Детройте, в семье Мод Эллас и Джона Ли Хукеров.  У него было пятеро братьев и сестёр, а также двое сводных братьев и сестёр. 
К восьми годам Хукер-младший уже выступал в прямом эфире на местных радиостанциях, а в подростковом возрасте гастролировал с отцом. В то же время начал пробовать тяжёлые наркотики, к 16 годам уже был зависимым, и попал в исправительный центр для несовершеннолетних. В 1972 году записал с отцом его концерт в тюрьме Соледад. В течение 1970-х и 1980-х то отбывал наказание, то освобождался, то снова приговаривался к заключению. Как вспоминал сам певец: «У меня было столько передозировок, что я уже и не помню, мне приставляли пистолеты к лицу, в меня стреляли дважды и так далее»  Отбывал наказание в тюрьмах и исправительных центрах Калифорнии в Соледад (дважды), Джеймстауне (дважды), тюрьме Солано в одноимённом округе, в Трейси и даже в Бернаби (Канада). В 1985 году стал тюремным проповедником, освободившись, был рукоположен в священники, пять-шесть лет провёл без наркотиков, но в 1990-е вновь сорвался и попал уже в тюрьму Сан-Квентин. Оттуда он освободился в 1998 году и занялся музыкальной карьерой. Первым его большим концертом стал блюзовый фестиваль в Монтерей-Бей, затем состоялся блюзовый фестиваль в Сан-Франциско .    
В 2004 году Хукер-младший выпустил свой дебютный альбом Blues with a Vengeance который в 2005 году был номинирован на премию Грэмми и признан лучшим дебютом Blues Music Awards. Следующий альбом, Cold as Ice , вышел в 2006 году. Третий альбом Хукера, All Odds Against Me , вышел 19 августа 2008 года. Альбом, знаменующий собой явный отход от музыкального стиля его отца, был номинирован на премию Грэмми в том же году в категории «Лучший альбом традиционного блюза». На песню «Blues Ain't Nothin' But a Pimp» парижской студией Callicore был снят анимированный видеоклип, вышедший в 2010 году, где Хукер-младший предстал в образе уличного персонажа, известного как «Блюзмен». Видеоклип был удостоен премии Webby Award 2009 года за спецэффекты. После выхода первого альбома Хукер-младший стал активно гастролировать по всему миру, выступал в том числе в России, также в Турции, Австралии и Европе. Последние альбомы певца датированы 2012 годом. С 2013 года Джон Ли Хукер-младший сконцентрировался в большей степени на проповедовании, получил статус профессионального капеллана, дающий доступ в тюрьмы, проповедует среди тех, кто находится в тюремном заключении по всей стране. Музыкальную карьеру он тоже продолжает, выступая по стране и за рубежом, в 2017 году выступал на разогреве у Rolling Stones в австрийском Шпильберге. 
В 2020 году выпустил свой первый госпел-сингл, 13 июня 2025 года вышел ещё один госпел-сингл Heaven Rules 
Лауреат премии имени Бобби Блэнда за достижения всей жизни от Jus' Blues Music Foundation . Автор мемуаров «Из тени блюза: Моя история музыки, зависимости и искупления» (2025)  Обладатель диплома Ассоциации гуманитарных наук Библейского колледжа EPIC в Сакраменто, степени бакалавра по консультированию и степени магистра по служению Ньюбургской семинарии, сертификата клинического пасторского образования (CPE), международный капеллан службы паллиативной помощи  
О своём творчестве певец говорит, что это  «2 части R&B, 1 часть джаза и простой домашний блюз». «Хукер способен воспроизвести грубый стиль дельта-блюза своего отца, но имеет тенденцию тяготеть к более плавному, более городскому подходу» . 
Живёт в Германии со своей женой Биргит, ведёт пасторскую службу как в немецких тюрьмах, так и в американских, периодически приезжая в США . 

## Дискография
- Blues With A Vengeance (Kent Music/Kent Entertainment Group, 2004)[8]
- Cold As Ice (Telarc Records, 2006)[9]
- All Odds Against Me (Steppin' Stone Records/CC Entertainment, 2008)
- All Hooked Up (Steppin' Stone Records/CC Entertainment, 2012)
- That's What The Blues Is All About (Sound And More Studios/Hermes Management, 2012)
- Testify (сингл) (Steppin' Stone Records/CC Entertainment, 2020)[10]

### Live albums
- Live In Istanbul, Turkey (Steppin' Stone Records/CC Entertainment, 2010)